# Kevin Kwan

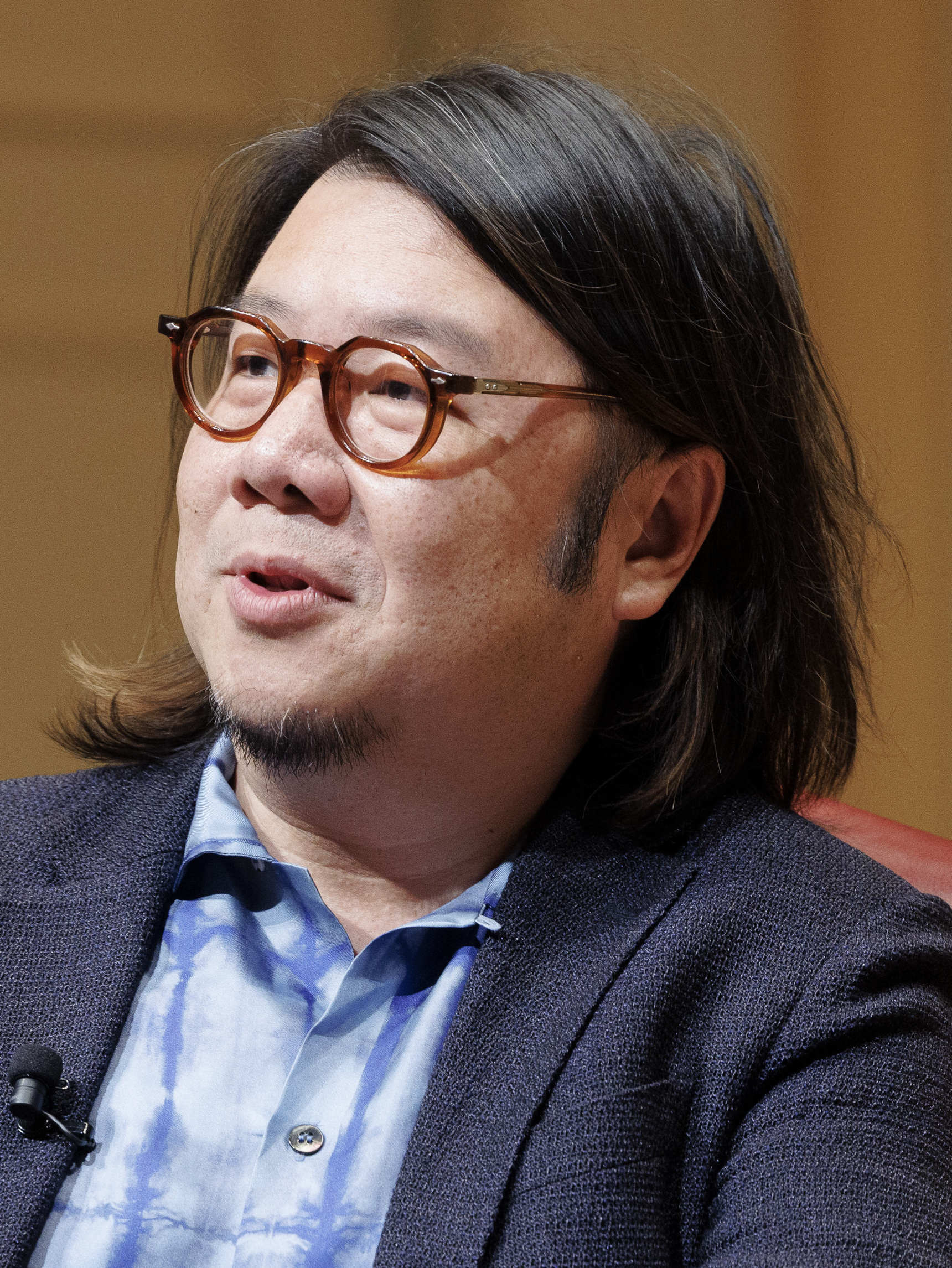
Kevin Kwan

Kevin Kwan (* 1973 in Singapur) ist ein singapurisch-US-amerikanischer Schriftsteller.

## Leben
Kevin Kwan entstammt einer vornehmen und reichen asiatischen Familie. Sein Urgroßvater Oh Sian Guan gründete die älteste Bank Singapurs, die OCBC Bank; sein Großvater Sir Arthur Kwan Pah Chien wurde von Queen Elizabeth zum Ritter geschlagen. Der Großvater mütterlicherseits, Reverend Paul Hang Sing Hon, gründete die Hinghwa Methodist Church. Kevin Kwan ist verwandt mit der Schauspielerin Nancy Kwan.
Er besuchte die englisch-chinesische Schule in Singapur. Im Alter von 11 Jahren kam er mit seinen Eltern in die USA. Er studierte Kreatives Schreiben an der University of Houston und ging dann an die Parsons School of Design in New York City. Er arbeitete für die Zeitschrift Martha Stewart Living, Andy Warhols Interview magazine und die Design-Firma M&Co von Tibor Kalman (1949–1999).
Im Jahre 2000 gründete Kwan sein eigenes Kreativ-Studio und arbeitete für Kunden wie die New York Times, das Museum of Modern Art, die Rockwell Group oder Ted.com. Angeregt durch Autoren wie Michael Korda, Gore Vidal oder Larry McMurtry begann Kwan zu schreiben und veröffentlichte 2013 seinen ersten Roman Crazy Rich Asians, der von Jon M. Chu für Warner Brothers verfilmt wurde. Weitere Bücher folgten. Im Jahre 2018 wählte ihn das Time-Magazine unter die 100 einflussreichsten Persönlichkeiten des Jahres.

## Bücher
- Crazy Rich Asians. Anchor (Knopf), New York 2013, ISBN 978-0-345-80378-8; deutsche Übersetzung: Crazy Rich Asians. Kein & Aber, Zürich 2019, ISBN 978-3-0369-5797-5.
- China Rich Girlfriend. Anchor (Knopf), New York 2015, ISBN 978-0-8041-7206-6; deutsche Übersetzung: Crazy Rich Girlfriend. Kein & Aber, Zürich 2019, ISBN 978-3-0369-5805-7.
- Rich People Problems. Anchor (Knopf), New York 2017, ISBN 978-0-525-43237-1; deutsche Übersetzung: Crazy Rich Problems. Kein & Aber, Zürich 2020, ISBN 978-3-0369-5806-4.